# Nip/Tuck
Nip/Tuck er en amerikansk tv-serie om to plastikkirurger. Serien startede i 2003 og blev hurtigt meget populær, fordi den handler om livets realiteter, og fordi den ikke moraliserer, pynter eller skjuler noget.
Ingen af de medvirkende hedder Nip eller Tuck. På amerikansk er nipping at nappe og tucking at smøge op, så Nip/tuck er manipulation af huden for at fjerne rynker og andre spor af alderdom = plastikkirurgi.

## Plot
Sean og Christian har rundet de 40, og har været bedste venner siden de var unge. Sean er den samvittighedsfulde idealist/perfektionist, mens Christian er den inkarnerede ungkarl der nedlægger kvinder på stribe. Sean er gift med Julia, og deres forhold går også tilbage til ungdommen, hvor de alle tre var venner. Christian har altid været forelsket i Julia, men venskabet med Sean betyder mere for ham. De to venner arbejder sammen som plastik-kirurger i Miami, i firmaet McNamara/Troy (deres efternavne).